# (467183) 2016 EL115
(467183) 2016 EL115 es un asteroide perteneciente al cinturón de asteroides, descubierto el 17 de agosto de 2009 por el equipo Spacewatch desde el Observatorio Nacional de Kitt Peak (Arizona, Estados Unidos).